# محمد محمد الحبيشي
محمد محمد الحبيشي هو شاعر يمني. ولد عام 1944 في مدينة الشعيب في محافظة الضالع. حصل على بكلاريوس في الآداب من جامعة صنعاء. تقلد عدة مناصب عسكرية وإدارية، وعمل كذلك في وزارة الخارجية والإعلام، عين عام 1998 محافظاً لمحافظة الضالع. مُنح عدة أوسمة عسكرية وثقافية. كتب الشعر وخاصةً الغنائي منه. له ديوان شعر مخطوط.